# Gardening leave
Il gardening leave (letteralmente, "congedo di giardinaggio"), noto anche come garden leave o più semplicemente gardening, è la pratica lavorativa in base alla quale un dipendente che lascia un lavoro – dopo essersi dimesso o aver altrimenti terminato il proprio rapporto o contratto lavorativo – continua ad essere retribuito durante tutto il periodo di preavviso, in cambio dell'impegno a non accettare un altro incarico che potrebbe danneggiare l'attuale datore di lavoro.
Solitamente, questa pratica viene regolata mediante una clausola contrattuale (adoperata soprattutto in paesi anglofoni, quali gli Stati Uniti e il Regno Unito) ed è spesso utilizzata in contesti imprenditoriali per impedire a un dipendente di portare con sé, nella sua futura azienda, informazioni o segreti dell'impresa, soprattutto quando è molto probabile che si dimetta per essere assunto da un diretto concorrente della stessa portando con sé il proprio know-how; il dipendente continua a essere retribuito, previo il rispetto delle condizioni contrattuali lavorative – come la riservatezza e la clausola di non concorrenza – almeno fino alla scadenza del periodo di preavviso.
Il termine può essere adoperato anche con riferimento all'eventualità in cui un dipendente venga sospeso in attesa di un procedimento disciplinare o qualora la sua presenza sul posto di lavoro fosse considerata controproducente.